# Штутгарт (округ)
Урядо́вий о́круг Шту́тгарт (нім. Regierungsbezirk Stuttgart) — один із чотирьох Урядових округів землі Баден-Вюртемберг в Німеччині. Центром округу є місто Штутгарт.

## Географія
Урядовий округ Штутгарт розташований в північно-східній частині Баден-Вюртемберга. 
На півдні округ межує з округом Тюбінген, на заході — з округом Карлсруе, на півночі і на сході – з Баварією . Сучасні межі округу сформували після реформи 1 січня 1973року.

## Історія
Сучасна територія урядового округу Штутгарт сформувалась після реформи 1973 року. До цього округ називався «Урядовий округ північний Вюртемберг» (нім. Regierungsbezirk Nordwürttemberg) і був частиною південно-західної держави Баден-Вюртемберг, утвореної в 1952 році. Орган влади округу, уряд, відповідав за північну частину колишньої держави Вюртемберг і відповідно вюртемберзьку частину федеральної землі Баден-Вюртемберг, утвореної після Другої світової війни в американській зоні окупації.
Під час адміністративної реформи, яка набула чинності 1 січня 1973 року, частина районів округу була розподілена між округами Карлсруе та Тютлінген.

## Демографія
Густота населення в окрузі становить 380 чол./км² (дані 30 червня 2008р.)
| Рік            | Населення |
| -------------- | --------- |
| 31 грудня 1973 | 3.493.040 |
| 31 грудня 1975 | 3.443.890 |
| 31 грудня 1980 | 3.481.816 |
| 31 грудня 1985 | 3.467.081 |
| 27 травня 1987 | 3.491.787 |

| Рік             | Населення |
| --------------- | --------- |
| 31 грудня 1990  | 3.683.075 |
| 31 грудня 1995  | 3.862.311 |
| 31 грудня 2000  | 3.935.352 |
| 31 грудня 2005  | 4.007.373 |
| 31 березня 2006 | 4.006.255 |

## Управління
Вищим органом управління округу є уряд (нім. Regierungspräsidium), розташований в Штутгарті. 
Президенти округу з 1967 року:
- 1967 – 1977: Фрідріх Роемера (Friedrich Roemer)
- 1977 – 1989: Манфред Буллінг (Manfred Bulling)
- 1989 – 2007: Удо Андріоф (Udo Andriof)
- з 2008: Йоганнес Шмальцль (Johannes Schmalzl)

## Склад
- 3 регіони;
- 11 районів і 2 вільних міста;

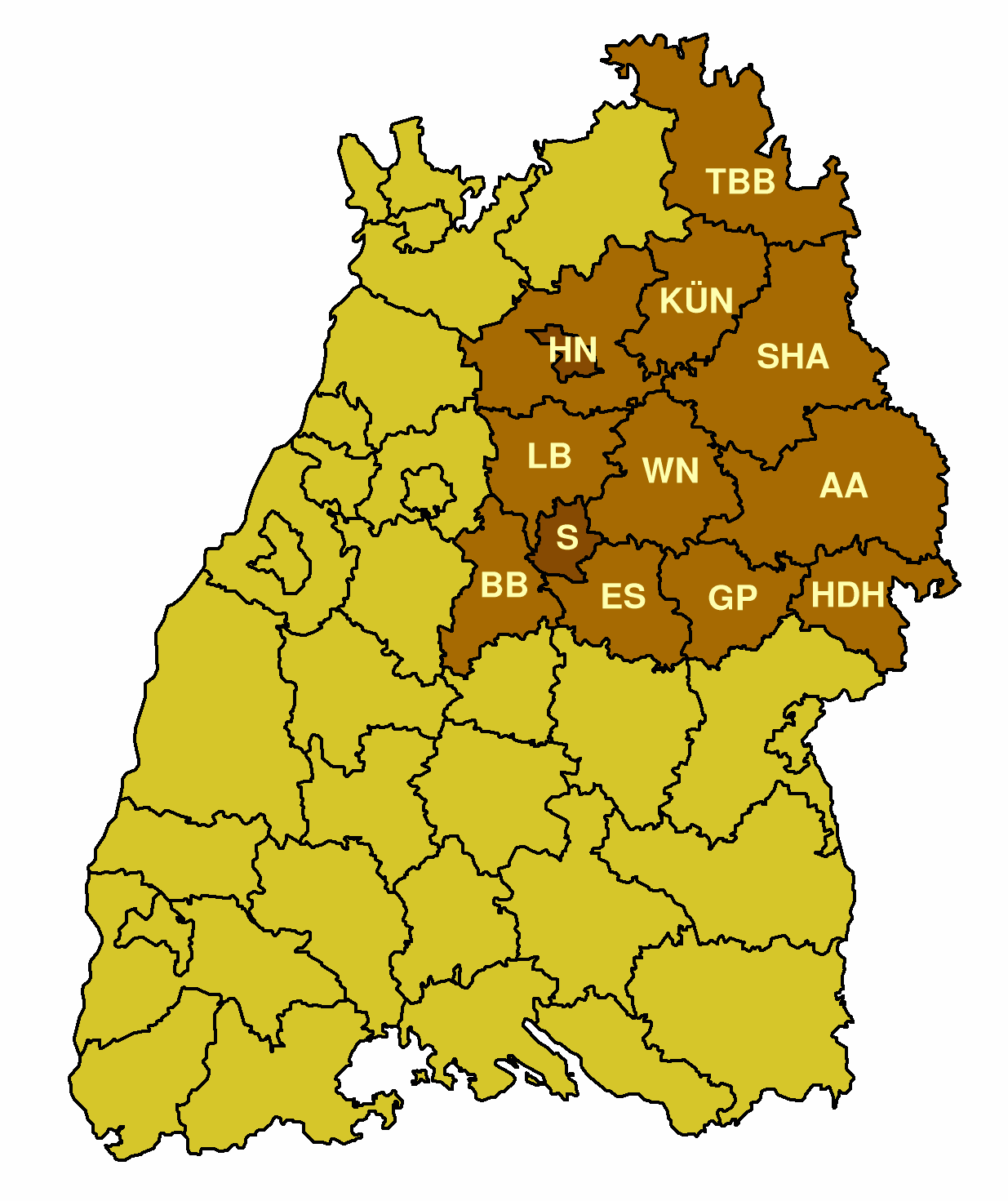
Розташування округу Штутгарт на карті Баден-Вюртембергу

- 343 муніципалітети, в тому числі 37 міст районного значення[3]

До складу округу входять такі регіони:
Штутгарт (регіон)
вільне місто Штутгарт (S)
Беблінген (BB)
Геппінген (GP)
Есслінген (ES)
Людвігсбург (LB)
Ремс-Мур (WN)
Heilbronn-Franken
вільне місто Гайльбронн (HN)
Майн-Таубер(TBB)
Гайльбронн (HN)
Гоенлое (KÜN)
Швебіш-Галль (SHA)
Ostwürttemberg
Східний Альб (AA)
Гайденгайм (HDH)
37 міст районного значення:
1. Аален (Aalen)
2. Бад-Мергентгайм (Bad Mergentheim)
3. Бад-Раппенау (Bad Rappenau)
4. Бакнанг (Backnang)
5. Беблінген (Böblingen)
6. Бітігайм-Біссінген (Bietigheim-Bissingen)
7. Вайблінген (Waiblingen)
8. Вайнштадт (Weinstadt)
9. Вертгайм (Wertheim)
10. Вінненден (Winnenden)
11. Гайслінген-ан-дер-Штайге (Geislingen an der Steige)
12. Геппінген (Göppingen)
13. Гінген-ан-дер-Бренц (Giengen an der Brenz)
14. Дітцінген (Ditzingen)
15. Зіндельфінген (Sindelfingen)
16. Ельванген (Ягст) (Ellwangen (Jagst))
17. Еппінген (Eppingen)
18. Ерінген (Öhringen)
19. Есслінген-на-Неккарі (Esslingen am Neckar)
20. Кірхгайм-унтер-Тек (Kirchheim unter Teck)
21. Корнвестгайм (Kornwestheim)
22. Крайльсгайм (Crailsheim)
23. Лайнфельден-Ехтердінген (Leinfelden-Echterdingen)
24. Леонберг (Leonberg)
25. Людвігсбург (Ludwigsburg)
26. Неккарзульм (Neckarsulm)
27. Нюртінген (Nürtingen)
28. Остфільдерн (Ostfildern)
29. Ремзек-на-Неккарі (Remseck am Neckar), з 1 січня 2004
30. Файгінген-ан-дер-Енц (Vaihingen an der Enz)
31. Фелльбах (Fellbach)
32. Фільдерштадт (Filderstadt)
33. Гайденгайм-ан-дер-Бренц (Heidenheim an der Brenz)
34. Герренберг (Herrenberg)
35. Швебіш-Гмюнд (Schwäbisch Gmünd)
36. Швебіш-Галль (Schwäbisch Hall)
37. Шорндорф (Schorndorf)